# Gofio
 (mars 2024).
Si vous disposez d'ouvrages ou d'articles de référence ou si vous connaissez des sites web de qualité traitant du thème abordé ici, merci de compléter l'article en donnant les références utiles à sa vérifiabilité et en les liant à la section « Notes et références ».
Le gofio (en berbère insulaire canarien : gŭfūw, gofô ou gofyo/gufyu) est un aliment de la cuisine canarienne d'origine guanche composé de farine non tamisée de céréales grillées.
Il est consommé aux Canaries et ailleurs en Espagne, mais aussi en Amérique latine en République dominicaine, à Cuba, à Porto Rico, au Venezuela, en Uruguay, au Chili, en Afrique de l’Ouest et au Maghreb.

## Histoire
Il s'agit d'un aliment préhispanique, d'origine berbère, consommé par les autochtones des Canaries, les Guanches, comme élément de base de leur régime alimentaire. Le gofio est actuellement très populaire dans toutes les îles Canaries et constitue l'un des symboles essentiels de l'identité canarienne. Les Canariens anciens avaient développé des variantes à base d'orge, de blé, de lentilles et de rhizome (racine) de fougère.
Par la suite, on a ajouté de nouveaux ingrédients comme le seigle et le maïs. Le gofio est un mélange de fèves grillées et moulues à la pierre, auquel on ajoute une pincée de sel. Au Venezuela, la variante à base de maïs est connue sous le nom de fororo.
À une époque où la pauvreté et la famine étaient courantes, le gofio était la base de l'alimentation canarienne à cause de sa richesse en vitamines. C'était également le cas durant la guerre d'Espagne. Dans les nombreux bateaux d'immigrés qui quittèrent les îles Canaries pour l'Amérique, l'approvisionnement en gofio était également essentiel car il pouvait être conservé pendant une longue période s'il était stocké à l'abri de l'humidité.

## Consommation

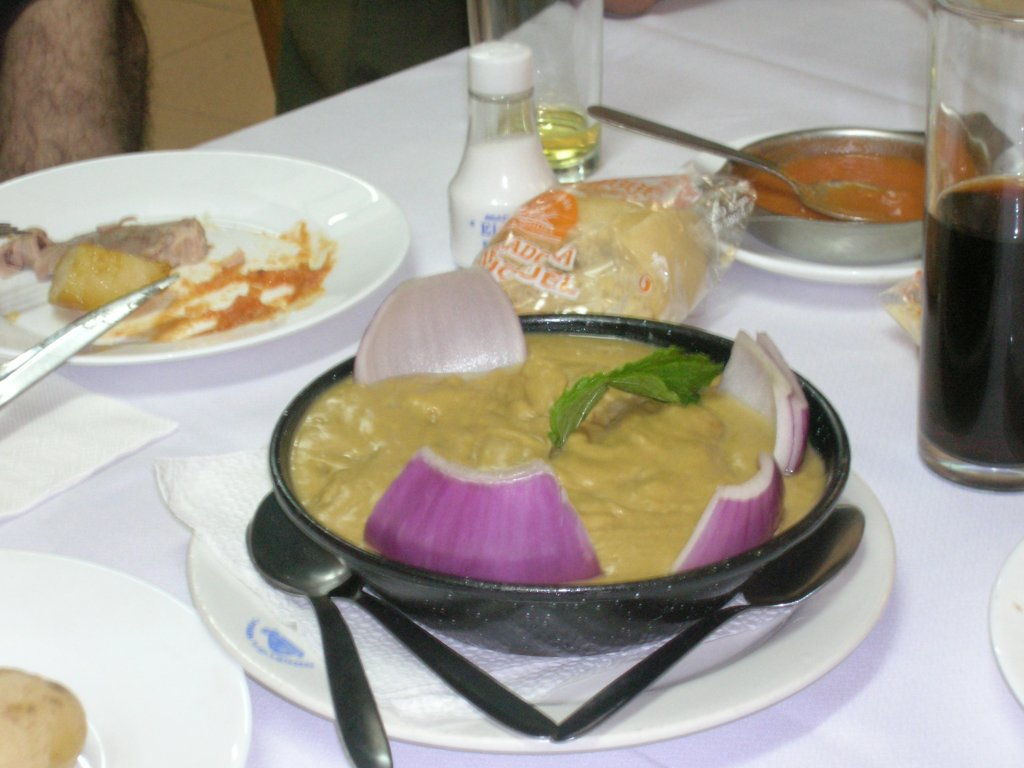
Plat de gofio escaldado.

Le gofio est un aliment qui contient les vitamines, protéines, fibres et minéraux essentiels à l'alimentation quotidienne et il ne contient ni colorants artificiels ni conservateurs. On le vend aujourd'hui dans des sacs de différentes capacités allant de cinq cents grammes à plusieurs kilogrammes, le conditionnement le plus courant étant le sac d'un kilogramme. Son aspect est similaire à celui de la farine mais avec une teinte plus foncée ou jaune (selon sa composition exacte).
La façon de consommer le gofio a peu changé depuis l'Antiquité. Avant la conquête des Canaries par les Espagnols, les anciens habitants des îles Canaries avaient l'habitude de manger cette nourriture mélangée avec de l'eau et du sel (pella de gofio) dans sa forme la plus basique, ou en l'agrémentant avec du lait, du miel et des noix. Ils utilisaient un sac (zurron) pour pétrir, stocker et transporter le gofio préparé. Actuellement, il est encore consommé de la même manière mais il sert également d'ingrédient dans la cuisine moderne lors de la préparation de divers desserts, comme la crème glacée ou la mousse de gofio. Il est également souvent mélangé avec des bananes, un fruit également cultivé aux îles Canaries, ou avec du bouillon de poisson pour constituer le plat appelé escaldón ou gofio escaldado.
La façon la plus courante de consommer le gofio est de le mélanger à du lait ou à un potage de légumes. Aujourd'hui, la plupart de la production est industrielle mais il existe encore des moulins à gofio où les artisans reçoivent les céréales directement des agriculteurs, les grillent et les conditionnent sur place à la demande du client, et peuvent même procéder à des mélanges, le plus courant étant celui de blé et de maïs.
Le gofio est aussi utilisé pour préparer la version canarienne des chicharrones.

### Sortes et variantes de gofio
- Gofio de blé
- Gofio de maïs/millet ou mil
- Gofio d'épeautre
- Gofio d'avoine
- Gofio de seigle
- Gofio d'orge
- Gofio de sorgho
- Gofio de pois chiches
- Gofio de rhizome (racine) de fougère
- Associations entre différents types de céréales ou gofios) :
  - Mélange (mezcla) de blé et maïs/millet
  - Mélange de blé et sarrasin
  - Mélange de blé, maïs/millet, orge
  - Multicéréales : maïs/millet, blé, épeautre, avoine, seigle, orge, pois chiches, riz, lin...